# Gymnocalycium reductum
Gymnocalycium reductum är en kaktusväxtart som först beskrevs av Heinrich Friedrich Link, och fick sitt nu gällande namn av Louis Ludwig Karl Georg Pfeiffer och Mittler. Gymnocalycium reductum ingår i släktet Gymnocalycium och familjen kaktusväxter.

## Underarter
Arten delas in i följande underarter:
- G. r. leeanum
- G. r. reductum